# Olympische Sommerspiele 1924/Teilnehmer (Finnland)
| Gelbes Symbol für Goldmedaillen mit stilisierten Olympischen Ringen | Graues Symbol für Silbermedaillen mit stilisierten Olympischen Ringen | Braundes Symbol für Bronzemedaillen mit stilisierten Olympischen Ringen |
| ------------------------------------------------------------------- | --------------------------------------------------------------------- | ----------------------------------------------------------------------- |
| 14                                                                  | 13                                                                    | 10                                                                      |

Finnland nahm an den Olympischen Sommerspielen 1924 in Paris mit einer Delegation von 121 männlichen Athleten an 69 Wettkämpfen in zwölf Wettbewerben teil.
Die finnischen Sportler gewannen 14 Gold-, 13 Silber- und 10 Bronzemedaillen. Im Medaillenspiegel belegte Finnland damit den zweiten Platz. Olympiasieger wurden die griechisch-römischen Ringer Kalle Anttila im Federgewicht, Oskar Friman im Leichtgewicht und Edvard Vesterlund im Mittelgewicht, der Freistilringer Kustaa Pihlajamäki im Bantamgewicht und die Leichtathleten Paavo Nurmi jeweils über 1500 Meter, 5000 Meter und im Geländelauf, Ville Ritola über 10.000 Meter und 3000 Meter Hindernis, Jonni Myyrä im Speerwurf, Eero Lehtonen im Fünfkampf, Albin Stenroos im Marathon, Elias Katz, Paavo Nurmi und Ville Ritola im Mannschaftswettkampf über 3000 Meter sowie Heikki Liimatainen, Paavo Nurmi und Ville Ritola in der Mannschaftswertung des Geländelaufs.

## Teilnehmer nach Sportarten

### Kunstwettbewerbe
- Klaus Suomela

### Leichtathletik
- Reijo Halme
100 m: im Viertelfinale ausgeschieden
4-mal-100-Meter-Staffel: im Vorlauf ausgeschieden

- Lauri Härö
100 m: im Vorlauf ausgeschieden
200 m: im Vorlauf ausgeschieden
4-mal-100-Meter-Staffel: im Vorlauf ausgeschieden

- Väinö Eskola
100 m: im Vorlauf ausgeschieden
4-mal-100-Meter-Staffel: im Vorlauf ausgeschieden

- Anton Husgafvel
100 m: im Vorlauf ausgeschieden
4-mal-100-Meter-Staffel: im Vorlauf ausgeschieden

- Erik Wilén
400 m: im Viertelfinale ausgeschieden
400 m Hürden: Silber 
4-mal-400-Meter-Staffel: im Vorlauf ausgeschieden

- Erik Åström
400 m: im Vorlauf ausgeschieden
4-mal-400-Meter-Staffel: im Vorlauf ausgeschieden

- Gösta Jansson
800 m: im Halbfinale ausgeschieden

- Paavo Nurmi
1500 m: Gold 
5000 m: Gold 
3000 m Mannschaft: Gold 
Querfeldeinlauf Einzel: Gold 
Querfeldeinlauf Mannschaft: Gold

- Frej Liewendahl
1500 m: 8. Platz
3000 m Mannschaft: Gold

- Arvo Peussa
1500 m: 9. Platz

- Jaakko Luoma
1500 m: 12. Platz

- Ville Ritola
5000 m: Silber 
10.000 m: Gold 
3000 m Hindernis: Gold 
3000 m Mannschaft: Gold 
Querfeldeinlauf Einzel: Silber 
Querfeldeinlauf Mannschaft: Gold

- Eino Seppälä
5000 m: 5. Platz
3000 m Mannschaft: Gold

- Eino Rastas
5000 m: 11. Platz
Querfeldeinlauf Einzel: Rennen nicht beendet
Querfeldeinlauf Mannschaft: Gold

- Eero Berg
10.000 m: Bronze 
Querfeldeinlauf Einzel: Rennen nicht beendet
Querfeldeinlauf Mannschaft: Gold

- Väinö Sipilä
10.000 m: 4. Platz
Querfeldeinlauf Einzel: Rennen nicht beendet
Querfeldeinlauf Mannschaft: Gold

- Albin Stenroos
Marathon: Gold

- Lauri Halonen
Marathon: 4. Platz

- Gabriel Ruotsalainen
Marathon: Rennen nicht beendet

- Hannes Kolehmainen
Marathon: Rennen nicht beendet

- Vilho Hietakari
Marathon: Rennen nicht beendet

- Ville Kyrönen
Marathon: Rennen nicht beendet

- Martti Jukola
400 m Hürden: im Halbfinale ausgeschieden

- Elias Katz
3000 m Hindernis: Silber 
3000 m Mannschaft: Gold

- Karl Ebb
3000 m Hindernis: 5. Platz

- Nestori Järvelä
3000 m Hindernis: im Vorlauf ausgeschieden

- Eero Lehtonen
4-mal-400-Meter-Staffel: im Vorlauf ausgeschieden
Fünfkampf: Gold

- Hirsch Drisin
4-mal-400-Meter-Staffel: im Vorlauf ausgeschieden

- Sameli Tala
3000 m Mannschaft: Gold

- Heikki Liimatainen
Querfeldeinlauf Einzel: Rennen nicht beendet
Querfeldeinlauf Mannschaft: Gold

- Bror Kraemer
Hochsprung: 19. Platz

- Yrjö Helander
Stabhochsprung: 15. Platz

- Vilho Tuulos
Weitsprung: 4. Platz
Dreisprung: Bronze

- Pauli Sandström
Weitsprung: 10. Platz

- Väinö Rainio
Weitsprung: 21. Platz
Dreisprung: 4. Platz

- Hannes Torpo
Kugelstoßen: 4. Platz

- Elmer Niklander
Kugelstoßen: 6. Platz
Diskuswurf: 7. Platz

- Ville Pörhölä
Kugelstoßen: 7. Platz

- Akseli Takala
Kugelstoßen: 11. Platz

- Vilho Niittymaa
Diskuswurf: Silber

- Heikki Malmivirta
Diskuswurf: 8. Platz

- Armas Taipale
Diskuswurf: 12. Platz

- Erik Eriksson
Hammerwurf: 4. Platz

- Jonni Myyrä
Speerwurf: Gold

- Yrjö Ekqvist
Speerwurf: 4. Platz

- Urho Peltonen
Speerwurf: 7. Platz

- Pekka Johansson
Speerwurf: 8. Platz

- Leo Leino
Fünfkampf: 4. Platz

- Hugo Lahtinen
Fünfkampf: 6. Platz

- Iivari Yrjölä
Fünfkampf: Wettkampf nicht beendet
Zehnkampf: Wettkampf nicht beendet

- Antti Huusari
Zehnkampf: 4. Platz

- Paavo Yrjölä
Zehnkampf: 9. Platz

### Moderner Fünfkampf
- Henrik Avellan
Einzel: 5. Platz

- Väinö Bremer
Einzel: 9. Platz

- Emil Hagelberg
Einzel: 25. Platz

### Radsport
- Ilmari Voudelin
Straßenrennen: 47. Platz
Mannschaftswertung: 13. Platz

- Erik Frank
Straßenrennen: 52. Platz
Mannschaftswertung: 13. Platz

- Toivo Hörkkö
Straßenrennen: 56. Platz
Mannschaftswertung: 13. Platz

- Anton Collin
Straßenrennen: Rennen nicht beendet
Mannschaftswertung: 13. Platz

### Reiten
- Lars Ehrnrooth
Vielseitigkeit: ausgeschieden

### Ringen
- Anselm Ahlfors
Bantamgewicht, griechisch-römisch: Silber

- Väinö Ikonen
Bantamgewicht, griechisch-römisch: Bronze

- Kalle Anttila
Federgewicht, griechisch-römisch: Gold

- Aleksanteri Toivola
Federgewicht, griechisch-römisch: Silber

- Oskar Friman
Leichtgewicht, griechisch-römisch: Gold

- Kalle Westerlund
Leichtgewicht, griechisch-römisch: Bronze

- Edvard Westerlund
Mittelgewicht, griechisch-römisch: Gold

- Arthur Lindfors
Mittelgewicht, griechisch-römisch: Silber

- Onni Pellinen
Halbschwergewicht, griechisch-römisch: Bronze

- Emil Wecksten
Halbschwergewicht, griechisch-römisch: 5. Platz

- Edil Rosenqvist
Schwergewicht, griechisch-römisch: Silber

- Jussi Salila
Schwergewicht, griechisch-römisch: in der 3. Runde ausgeschieden

- Kustaa Pihlajamäki
Bantamgewicht, Freistil: Gold

- Kaarlo Mäkinen
Bantamgewicht, Freistil: Silber

- Eetu Huupponen
Federgewicht, Freistil: 4. Platz

- Volmar Wikström
Leichtgewicht, Freistil: Silber

- Arvo Haavisto
Leichtgewicht, Freistil: Bronze

- Eino Aukusti Leino
Weltergewicht, Freistil: Silber

- Fridolf Lundsten
Weltergewicht, Freistil: in der 1. Runde ausgeschieden

- Vilho Pekkala
Mittelgewicht, Freistil: Bronze

- Jussi Penttilä
Mittelgewicht, Freistil: 4. Platz

- Iisakki Mylläri
Halbschwergewicht, Freistil: 4. Platz

- Toivo Pohjala
Schwergewicht, Freistil: 7. Platz

- Hjalmar Nyström
Schwergewicht, Freistil: in der 1. Runde ausgeschieden

### Schießen
- Lennart Hannelius
Schnellfeuerpistole 25 m: Bronze

- Unio Sarlin
Schnellfeuerpistole 25 m: 7. Platz

- Jean Theslöf
Schnellfeuerpistole 25 m: 20. Platz
Freies Gewehr 600 m: 35. Platz
Freies Gewehr Mannschaft: 5. Platz
Kleinkaliber liegend 50 m: 4. Platz

- Jalo Urho Autonen
Schnellfeuerpistole 25 m: 23. Platz
Laufender Hirsch Einzelschuss 100 m: 12. Platz
Laufender Hirsch Einzelschuss 100 m Mannschaft: 5. Platz
Laufender Hirsch Doppelschuss 100 m: 9. Platz
Laufender Hirsch Doppelschuss 100 m Mannschaft: 4. Platz

- Aarne Valkama
Freies Gewehr 600 m: 19. Platz
Freies Gewehr Mannschaft: 5. Platz
Kleinkaliber liegend 50 m: 38. Platz

- Veli Nieminen
Freies Gewehr 600 m: 31. Platz
Freies Gewehr Mannschaft: 5. Platz

- Heikki Huttunen
Freies Gewehr 600 m: 44. Platz
Freies Gewehr Mannschaft: 5. Platz
Kleinkaliber liegend 50 m: 20. Platz

- Voitto Kolho
Freies Gewehr Mannschaft: 5. Platz
Kleinkaliber liegend 50 m: 18. Platz

- Martti Liuttula
Laufender Hirsch Einzelschuss 100 m: 5. Platz
Laufender Hirsch Einzelschuss 100 m Mannschaft: 5. Platz
Laufender Hirsch Doppelschuss 100 m: 15. Platz
Laufender Hirsch Doppelschuss 100 m Mannschaft: 4. Platz

- Magnus Wegelius
Laufender Hirsch Einzelschuss 100 m: 12. Platz
Laufender Hirsch Einzelschuss 100 m Mannschaft: 5. Platz
Laufender Hirsch Doppelschuss 100 m: 7. Platz
Laufender Hirsch Doppelschuss 100 m Mannschaft: 4. Platz
Trap Mannschaft: Bronze

- Robert Tikkanen
Laufender Hirsch Einzelschuss 100 m: 15. Platz
Laufender Hirsch Einzelschuss 100 m Mannschaft: 5. Platz
Laufender Hirsch Doppelschuss 100 m: 6. Platz
Laufender Hirsch Doppelschuss 100 m Mannschaft: 4. Platz
Trap: Wettkampf nicht beendet
Trap Mannschaft: Bronze

- Konrad Huber
Trap: Silber 
Trap Mannschaft: Bronze

- Werner Ekman
Trap: 11. Platz
Trap Mannschaft: Bronze

- Georg Nordblad
Trap: 24. Platz
Trap Mannschaft: Bronze

- Robert Huber
Trap Mannschaft: Bronze

### Schwimmen
- Arvo Aaltonen
200 m Brust: im Vorlauf ausgeschieden

- Viljo Wiklund
200 m Brust: im Vorlauf ausgeschieden

### Segeln
- Hans Dittmar
Monotyp 1924: Bronze

### Tennis
- Runar Granholm
Einzel: in der 3. Runde ausgeschieden
Doppel: im Achtelfinale ausgeschieden

- Ernst Schybergson
Einzel: in der 1. Runde ausgeschieden
Doppel: in der 2. Runde ausgeschieden

- Arne Grahn
Einzel: in der 1. Runde ausgeschieden
Doppel: in der 2. Runde ausgeschieden

- Boris Schildt
Einzel: in der 1. Runde ausgeschieden
Doppel: im Achtelfinale ausgeschieden

### Turnen
- Jaakko Kunnas
Einzelmehrkampf: 51. Platz
Pferdsprung: 35. Platz
Barren: 38. Platz
Reck: 46. Platz
Ringe: 60. Platz
Seitpferd: 61. Platz
Tauhangeln: 41. Platz
Seitpferdsprung: 68. Platz
Mannschaftsmehrkampf: 7. Platz

- Otto Suhonen
Einzelmehrkampf: 52. Platz
Pferdsprung: 43. Platz
Barren: 60. Platz
Reck: 34. Platz
Ringe: 69. Platz
Seitpferd: 57. Platz
Tauhangeln: 35. Platz
Seitpferdsprung: 50. Platz
Mannschaftsmehrkampf: 7. Platz

- Akseli Roine
Einzelmehrkampf: 56. Platz
Pferdsprung: 37. Platz
Barren: 54. Platz
Reck: 56. Platz
Ringe: 66. Platz
Seitpferd: 64. Platz
Tauhangeln: 41. Platz
Seitpferdsprung: 69. Platz
Mannschaftsmehrkampf: 7. Platz

- Aarne Roine
Einzelmehrkampf: 59. Platz
Pferdsprung: 38. Platz
Barren: 63. Platz
Reck: 49. Platz
Ringe: 59. Platz
Seitpferd: 59. Platz
Tauhangeln: 63. Platz
Seitpferdsprung: 66. Platz
Mannschaftsmehrkampf: 7. Platz

- Mikko Hämäläinen
Einzelmehrkampf: 61. Platz
Pferdsprung: 35. Platz
Barren: 56. Platz
Reck: 59. Platz
Ringe: 65. Platz
Seitpferd: 56. Platz
Tauhangeln: 63. Platz
Seitpferdsprung: 57. Platz
Mannschaftsmehrkampf: 7. Platz

- Väinö Karonen
Einzelmehrkampf: 63. Platz
Pferdsprung: 47. Platz
Barren: 69. Platz
Reck: 37. Platz
Ringe: 69. Platz
Seitpferd: 58. Platz
Tauhangeln: 47. Platz
Seitpferdsprung: 59. Platz
Mannschaftsmehrkampf: 7. Platz

- Eevert Kerttula
Einzelmehrkampf: 66. Platz
Pferdsprung: 66. Platz
Barren: 43. Platz
Reck: 55. Platz
Ringe: 61. Platz
Seitpferd: 60. Platz
Tauhangeln: 58. Platz
Seitpferdsprung: 46. Platz
Mannschaftsmehrkampf: 7. Platz

- Eetu Kostamo
Einzelmehrkampf: 70. Platz
Pferdsprung: 64. Platz
Barren: 72. Platz
Reck: 61. Platz
Ringe: 68. Platz
Seitpferd: 62. Platz
Tauhangeln: 60. Platz
Seitpferdsprung: 64. Platz
Mannschaftsmehrkampf: 7. Platz

### Wasserspringen
- Atte Lindqvist
3 m Kunstspringen: in der 1. Runde ausgeschieden

- Hannes Kärkkäinen
10 m Turmspringen: 9. Platz

- Lauri Kyöstilä
10 m Turmspringen: in der 1. Runde ausgeschieden

- Yrjö Valkama
Turmspringen einfach: in der 1. Runde ausgeschieden

- Hugo Koivuniemi
Turmspringen einfach: in der 1. Runde ausgeschieden

- Jussi Elo
Turmspringen einfach: in der 1. Runde ausgeschieden